# Écomusée de Plouigneau
L'écomusée de Plouigneau, dit aussi Écomusée de la Métairie, est un musée rural d'arts et traditions populaires des années 1900 à 1960 situé à Plouigneau, dans le Trégor, en Bretagne (France).

## Histoire du musée
Dans les années 1980, un particulier, alors maire de la commune, a décidé de regrouper des objets typiques de la région de la première moitié du XXe siècle afin d'ouvrir un musée local dans l'ancienne métairie de Grainville qui existe depuis au moins 1784, mais le bâtiment actuel a été construit entre 1877 et 1881 (elle dépendait du manoir de Grainville situé à proximité et dont il ne reste rien car il a brûlé et a été rasé aux alentours de 1900 ; ce manoir appartenait à la famille de Lespine de Grainville (famille noble d'origine normande). Le musée a officiellement ouvert en 2000 avant d'être cédé à la mairie du village, ainsi que toutes ses collections, en 2005. Le musée se situe dans un ancien corps de ferme appelé la Métairie.
Plusieurs bâtiments ont été rajoutés au musée, certains ayant même été démontés pierre par pierre dans d'autres lieux afin d'être présentés au musée, comme c'est le cas de l'accueil.
Un projet d'extension et de rénovation a été décidé en 2021.

## Collections
Le musée présente la vie dans le Trégor de 1900 à 1960 environ au travers de mises en situation et reconstitution : salle de classe, salon de coiffure, échoppe ou maison. C'est ainsi que le visiteur peut s'imprégner de la vie locale et comprendre comment et dans quelles conditions vivaient les gens dans la région.
On y trouve aussi de nombreux jouets en bois historiques qui permettent de reconstituer les loisirs de cette époque.

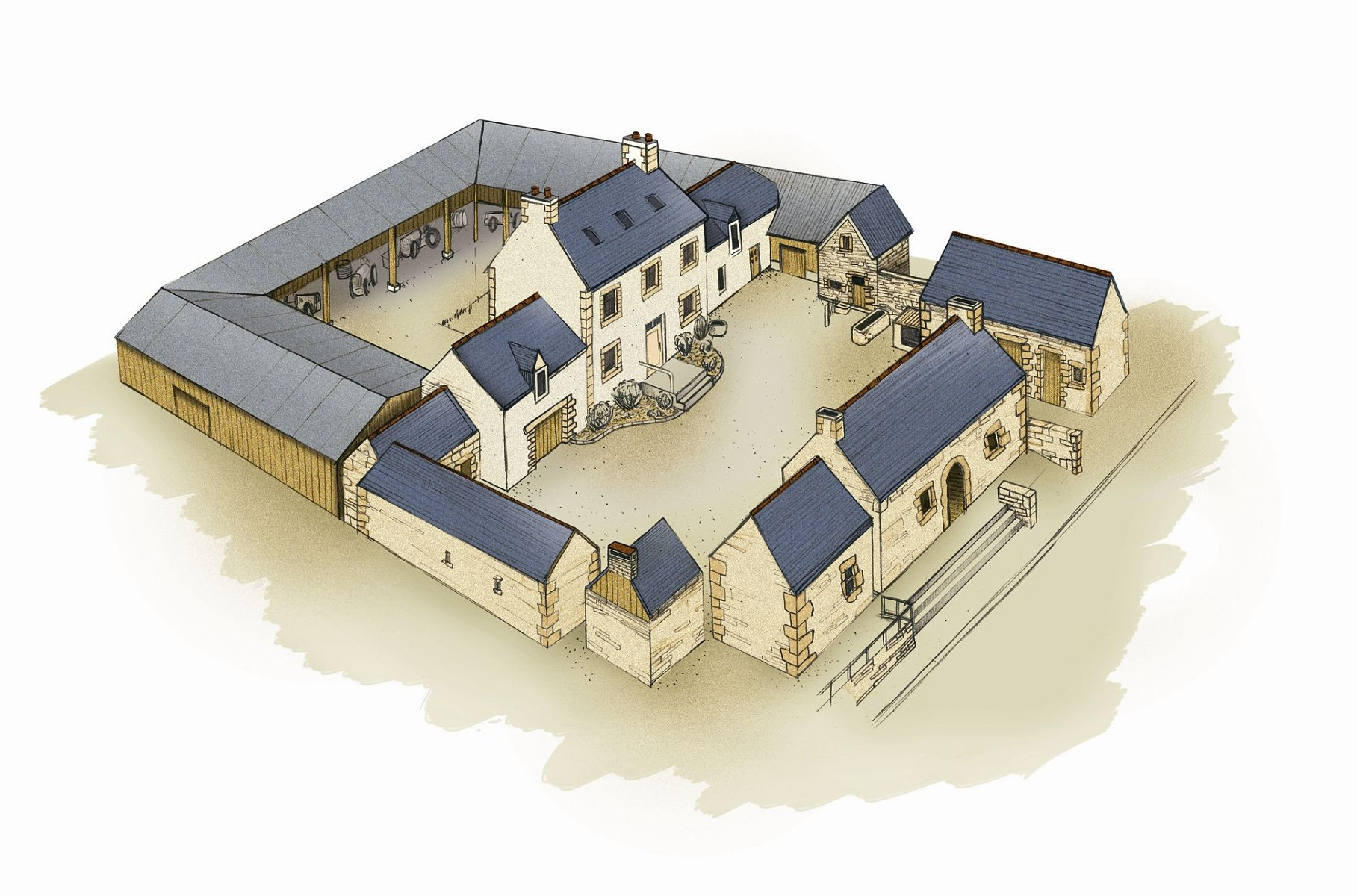
Maquette du musée
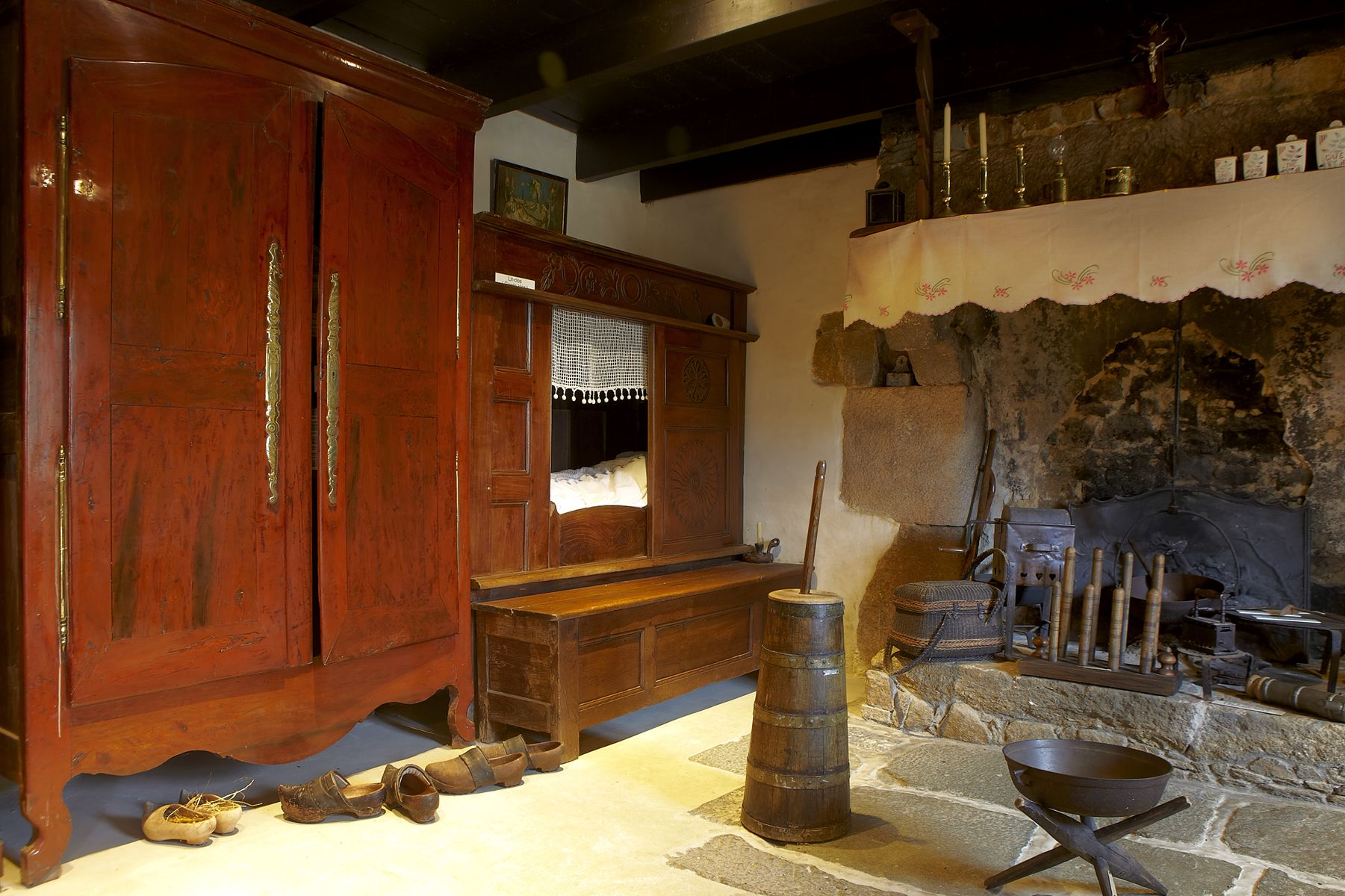
Pièce à vivre
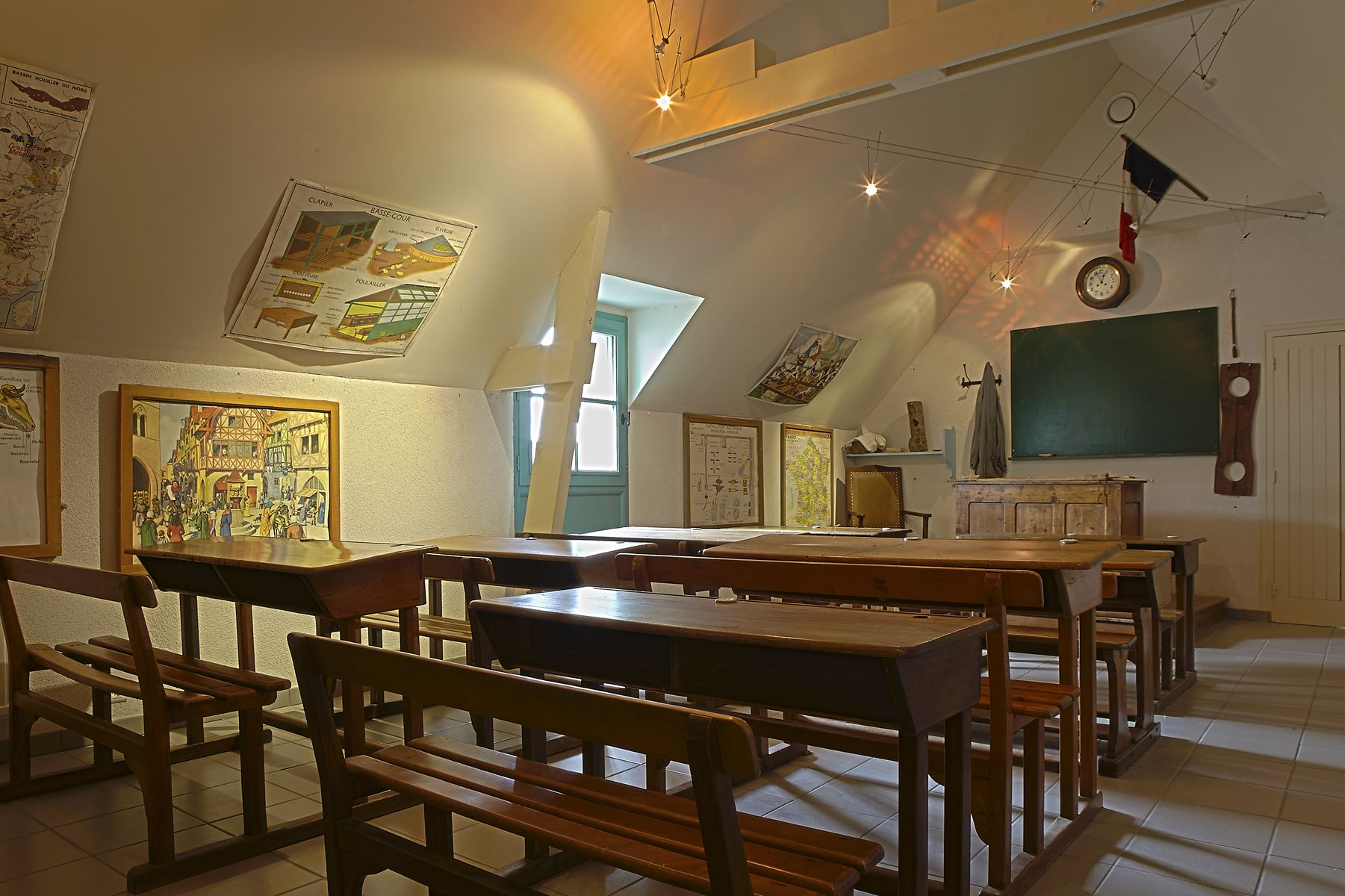
Salle de classe
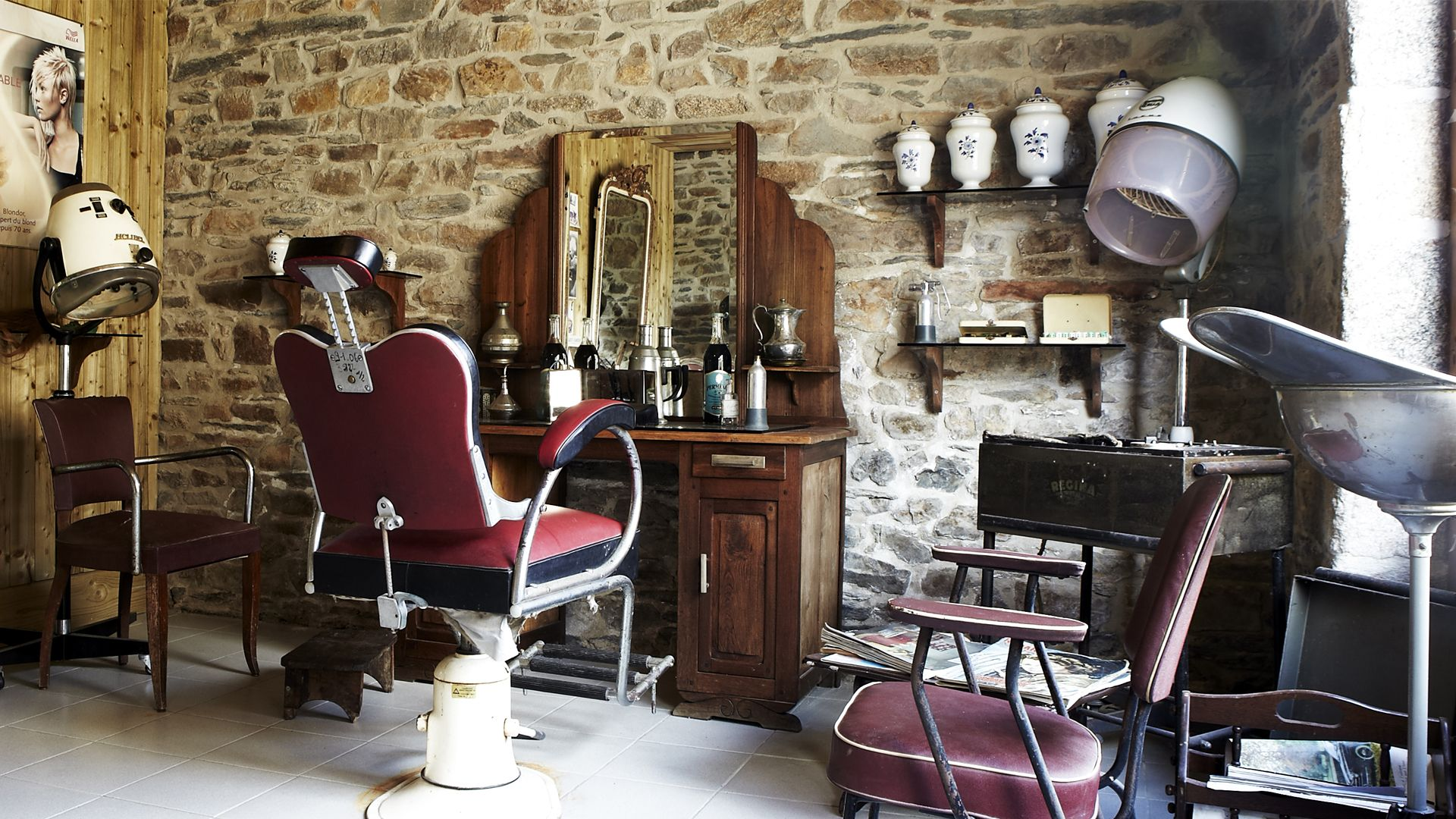
Salon de coiffure

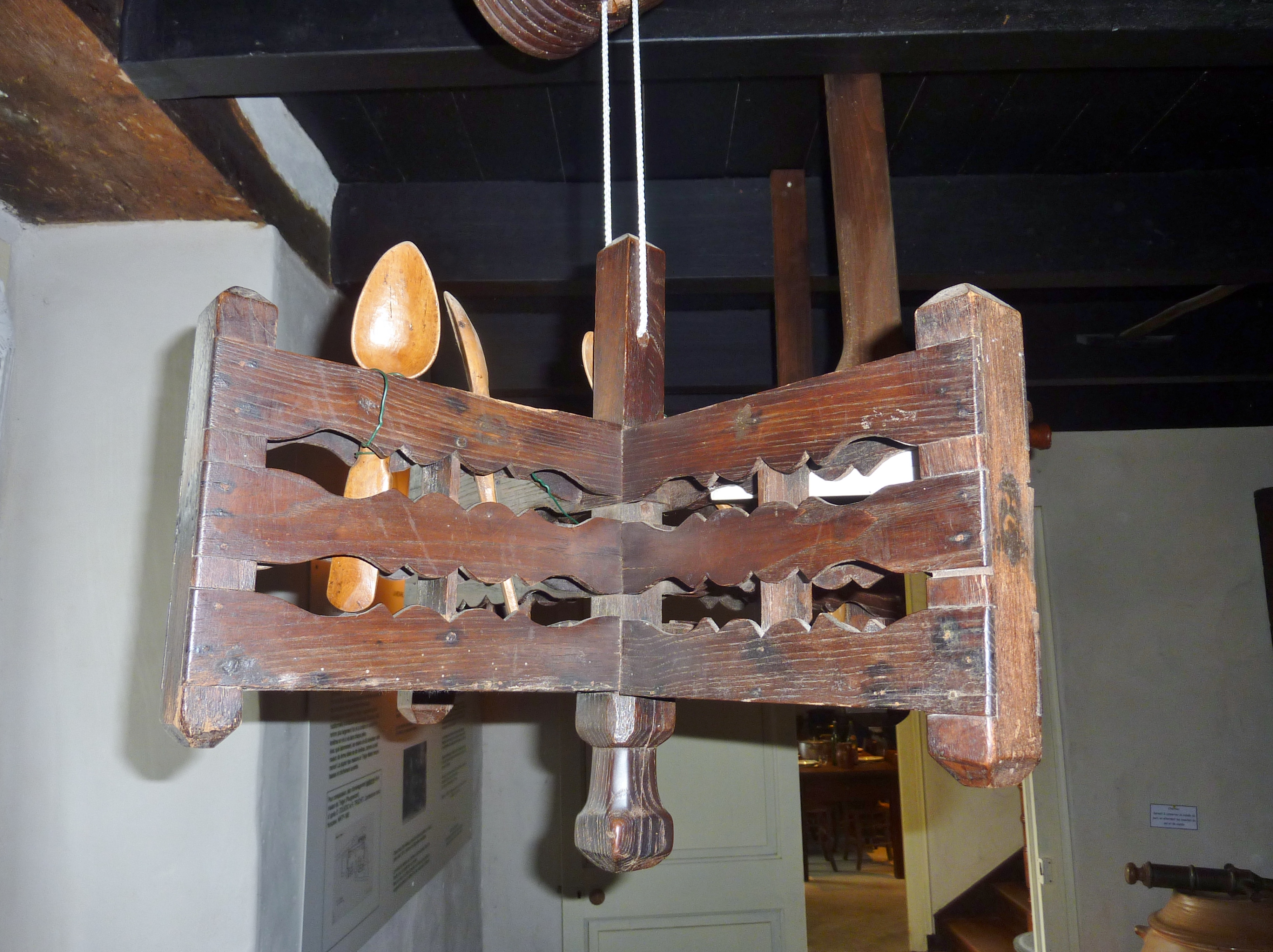
Porte-cuillères suspendu au plafond.
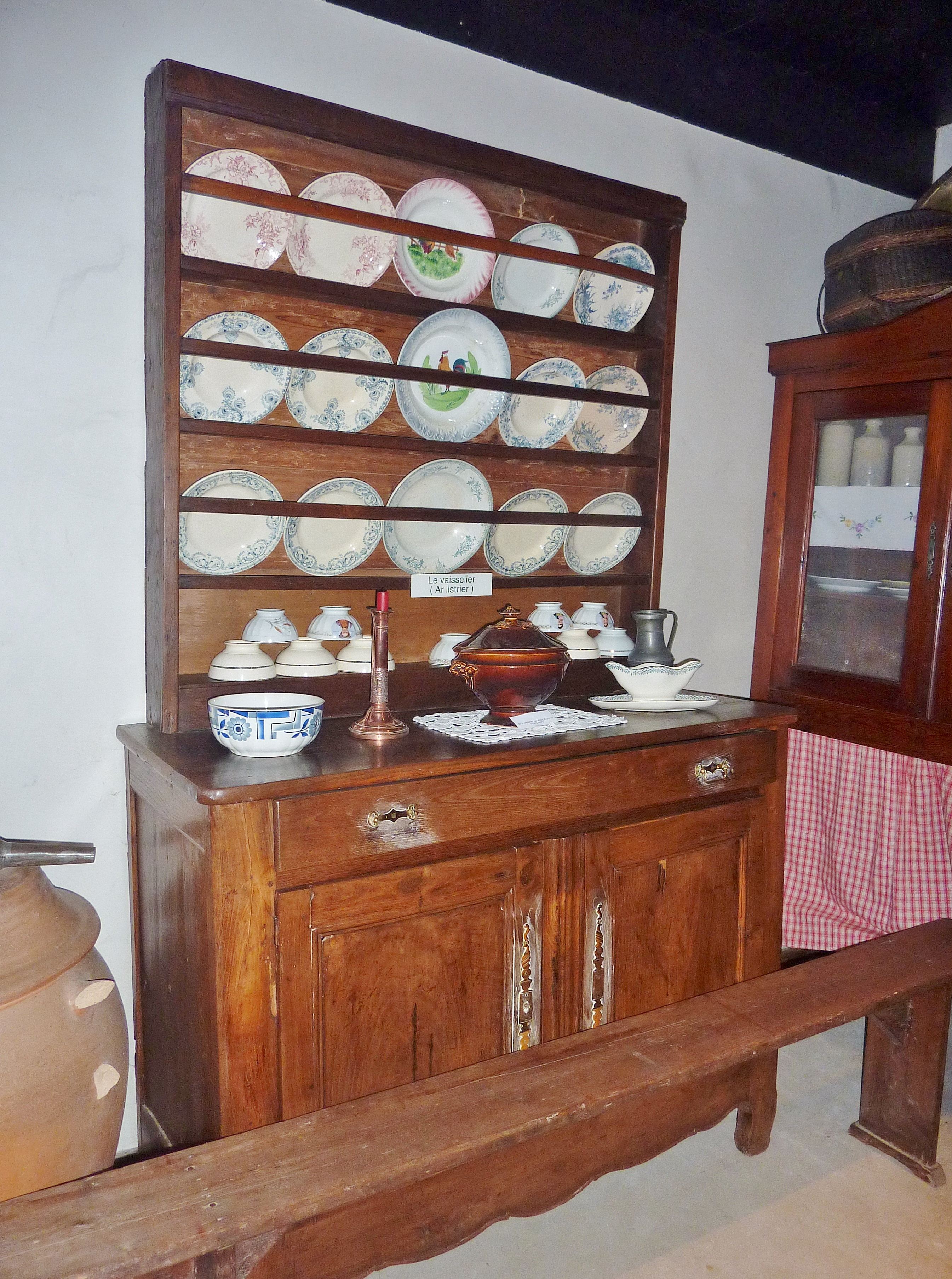
Vaisselier.
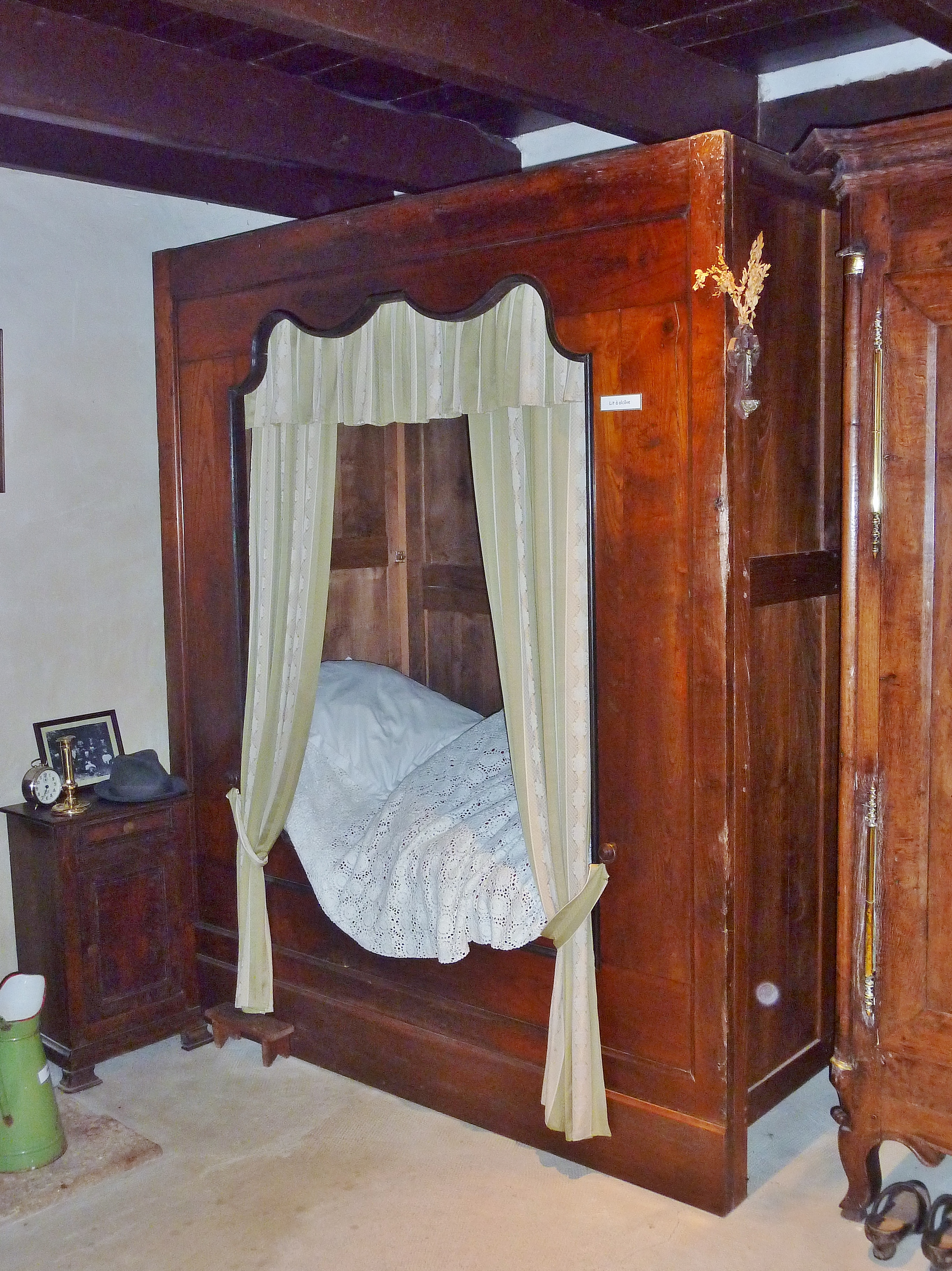
Lit à alcôve.
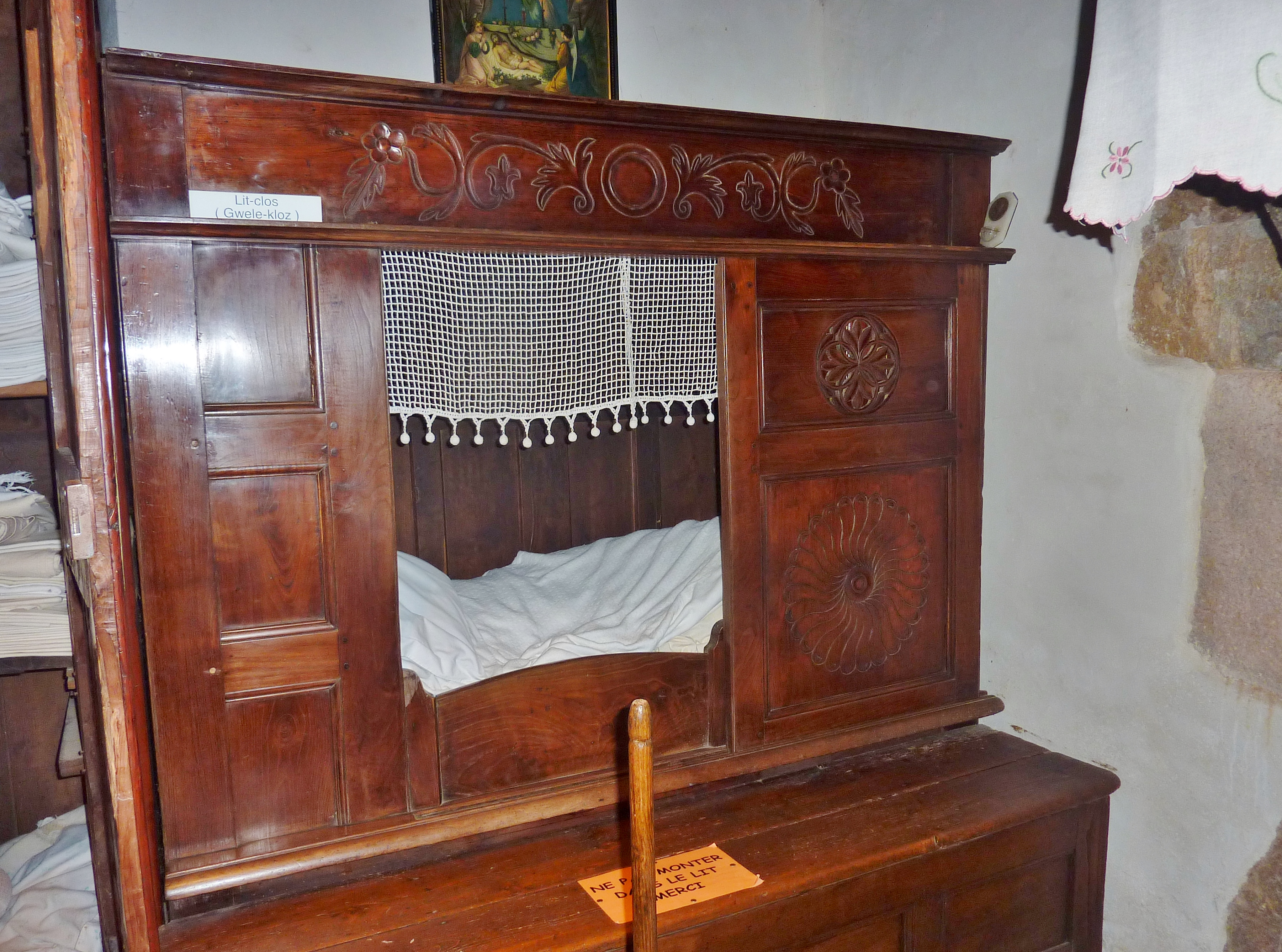
Lit-clos.

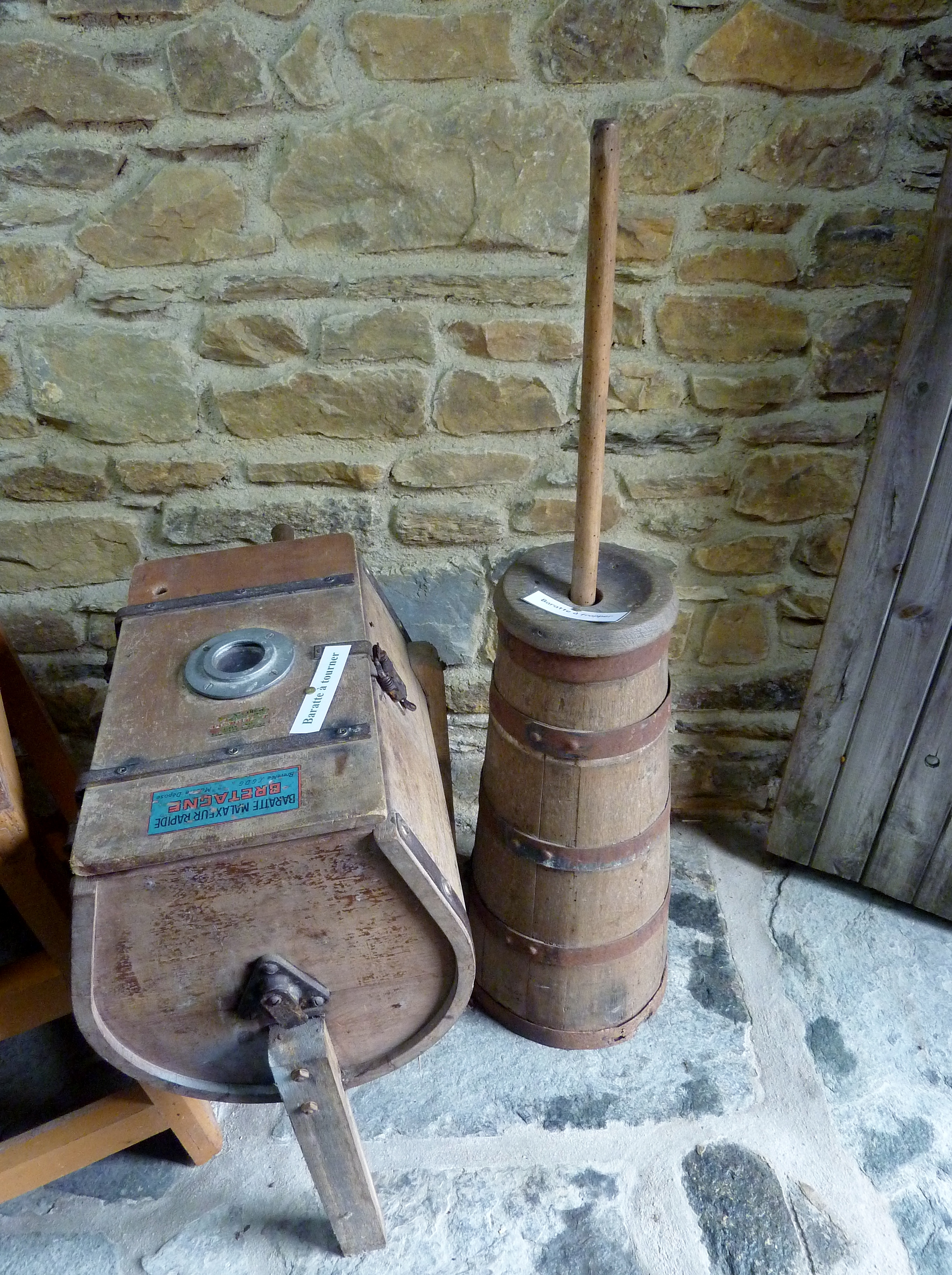
Deux barattes (à tourner pour celle de gauche, à frapper pour celle de droite).
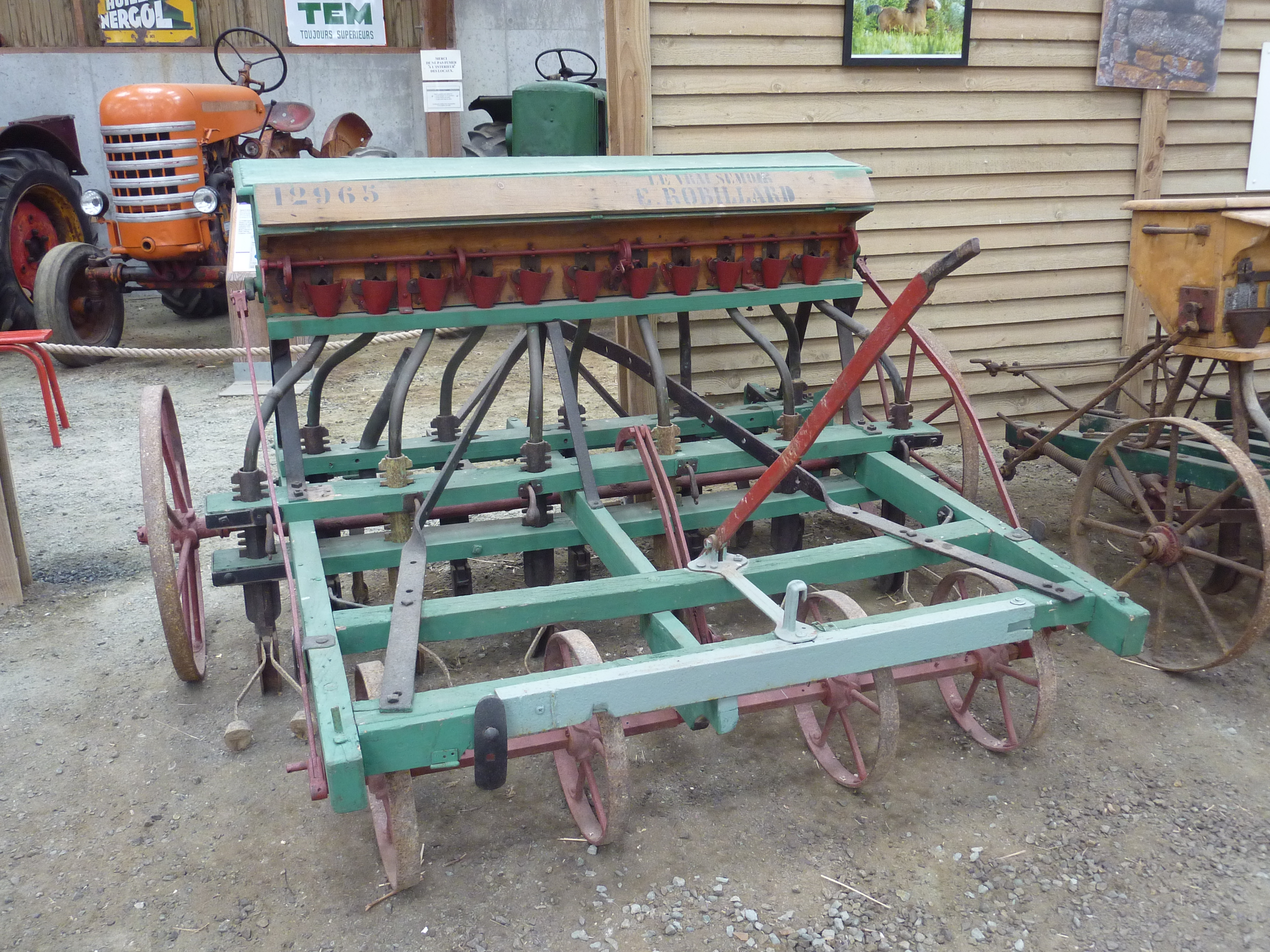
Semoir.
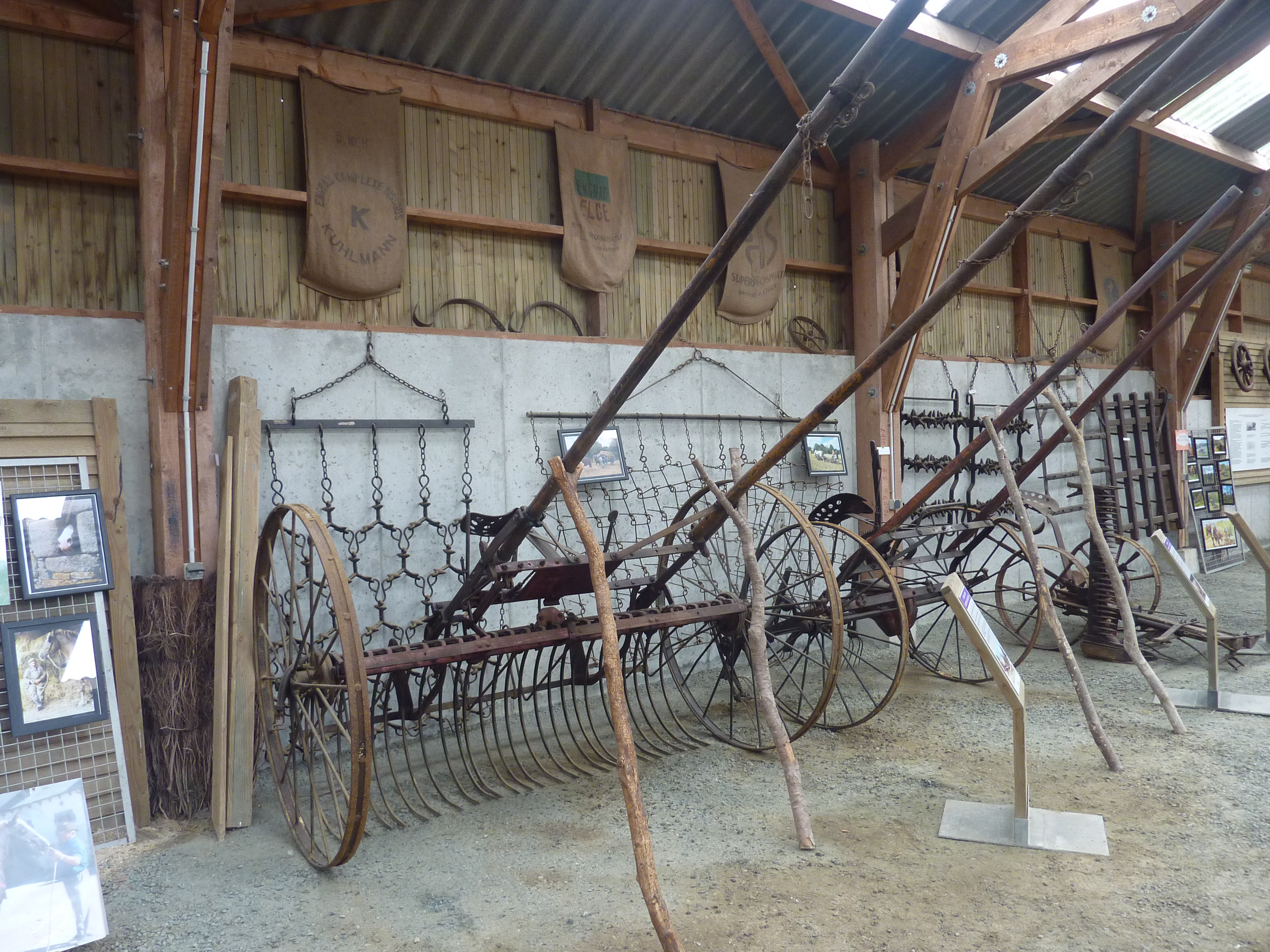
Râteaux à foin (décennie 1930).
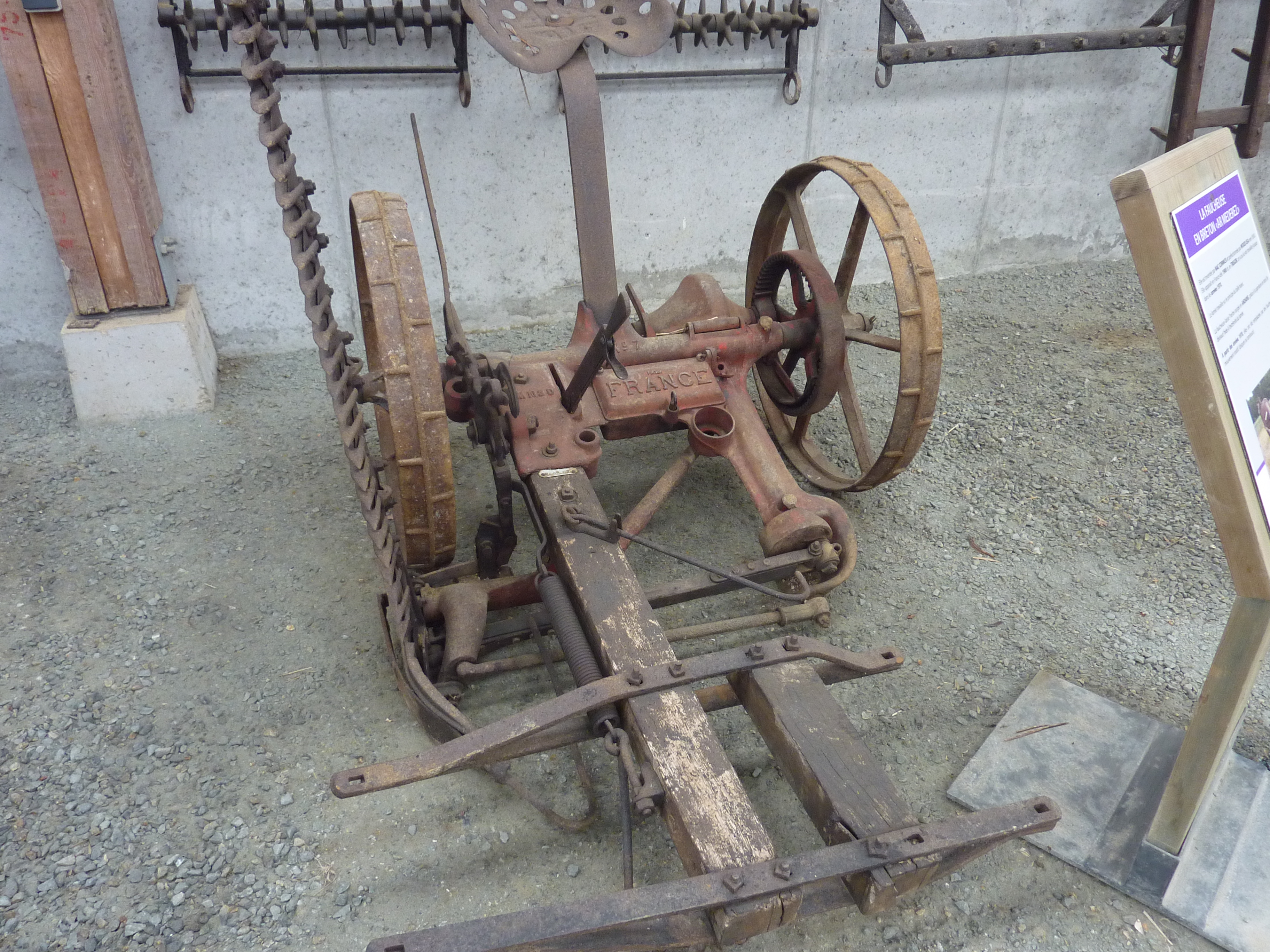
Faucheuse (milieu XXe siècle).
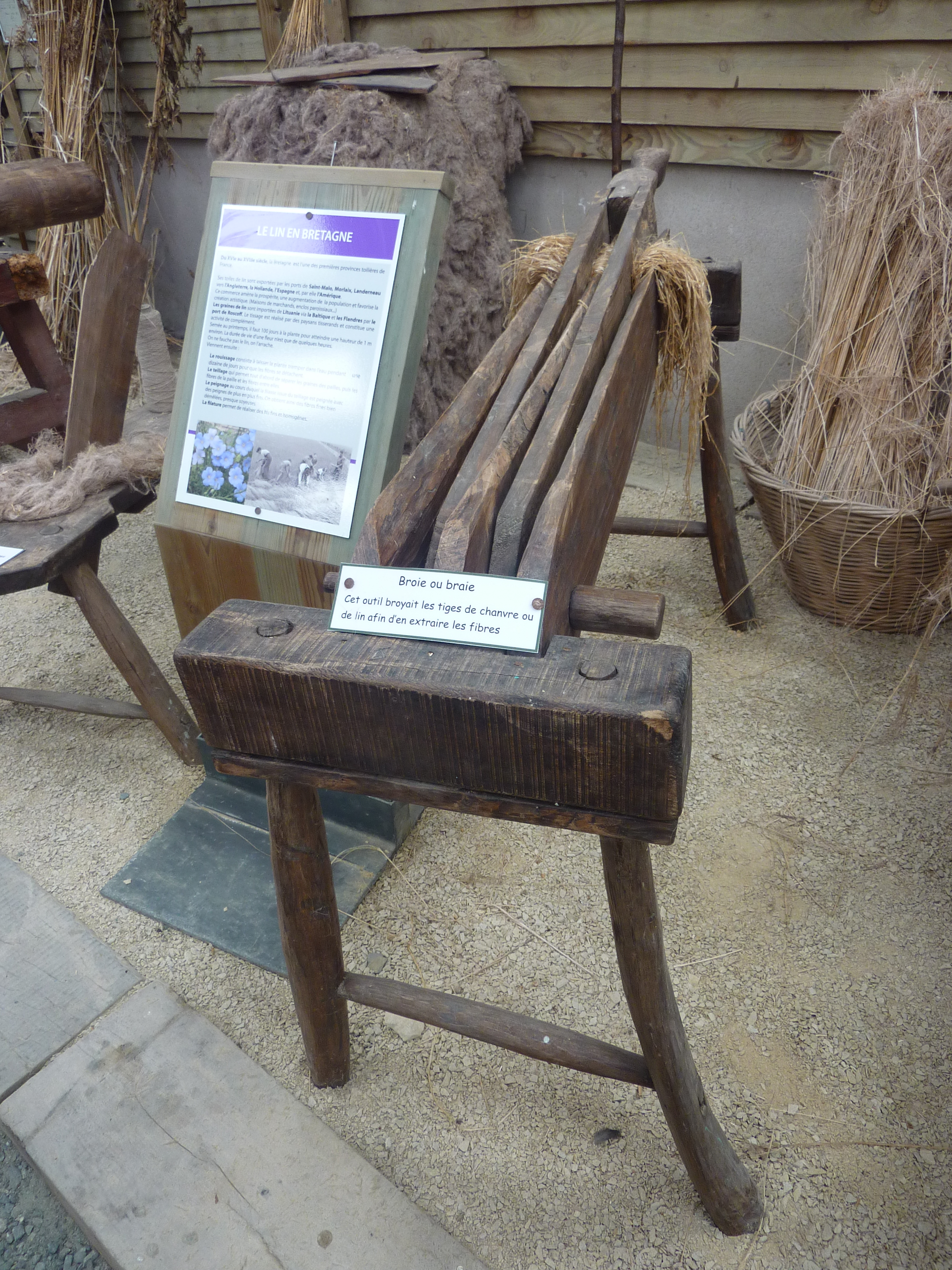
Broie à tiller (outil servant à broyer les tiges de lin ou de chanvre pour en extraire les fibres).
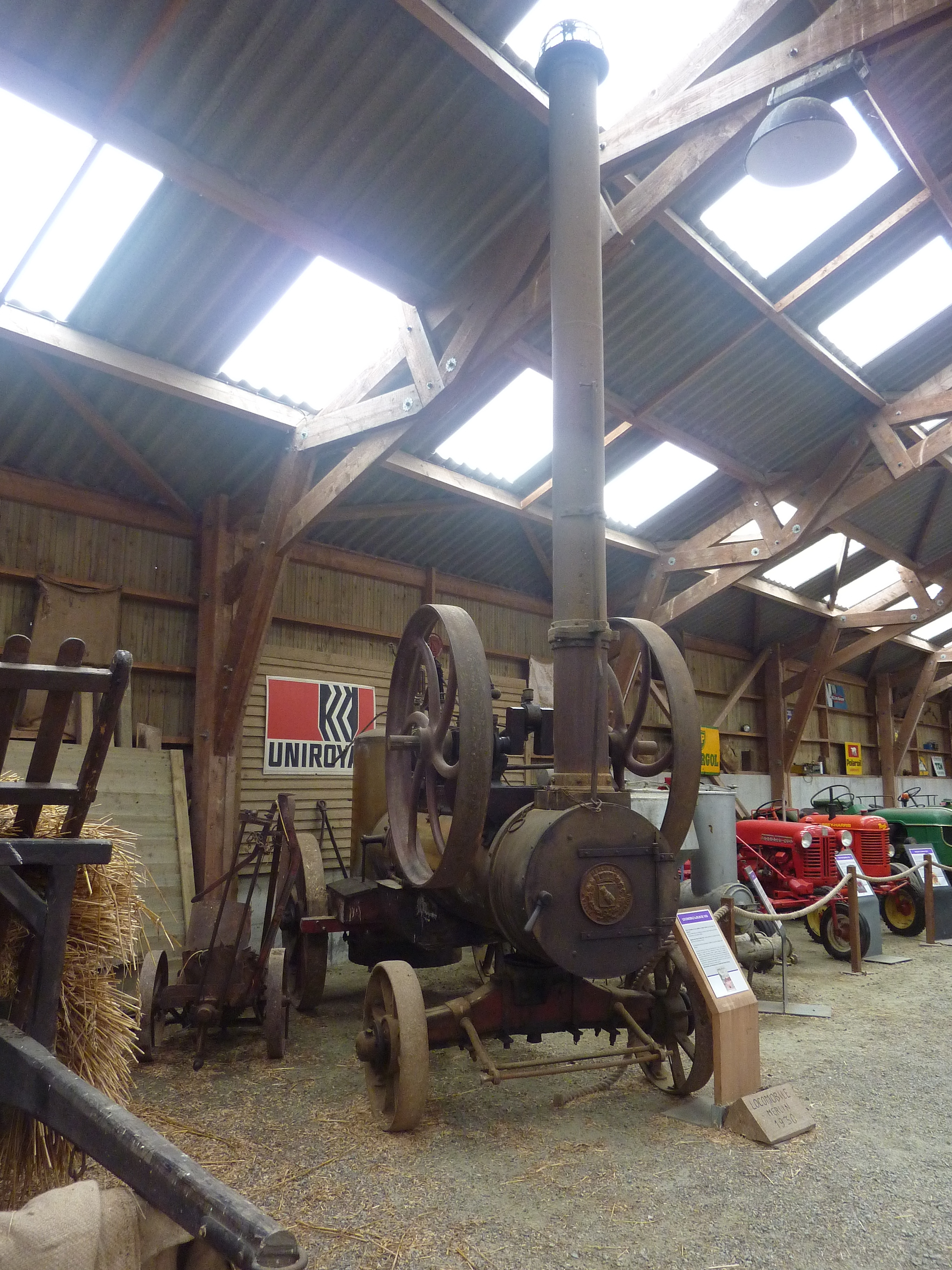
Locomobile Merlin (vers 1930).

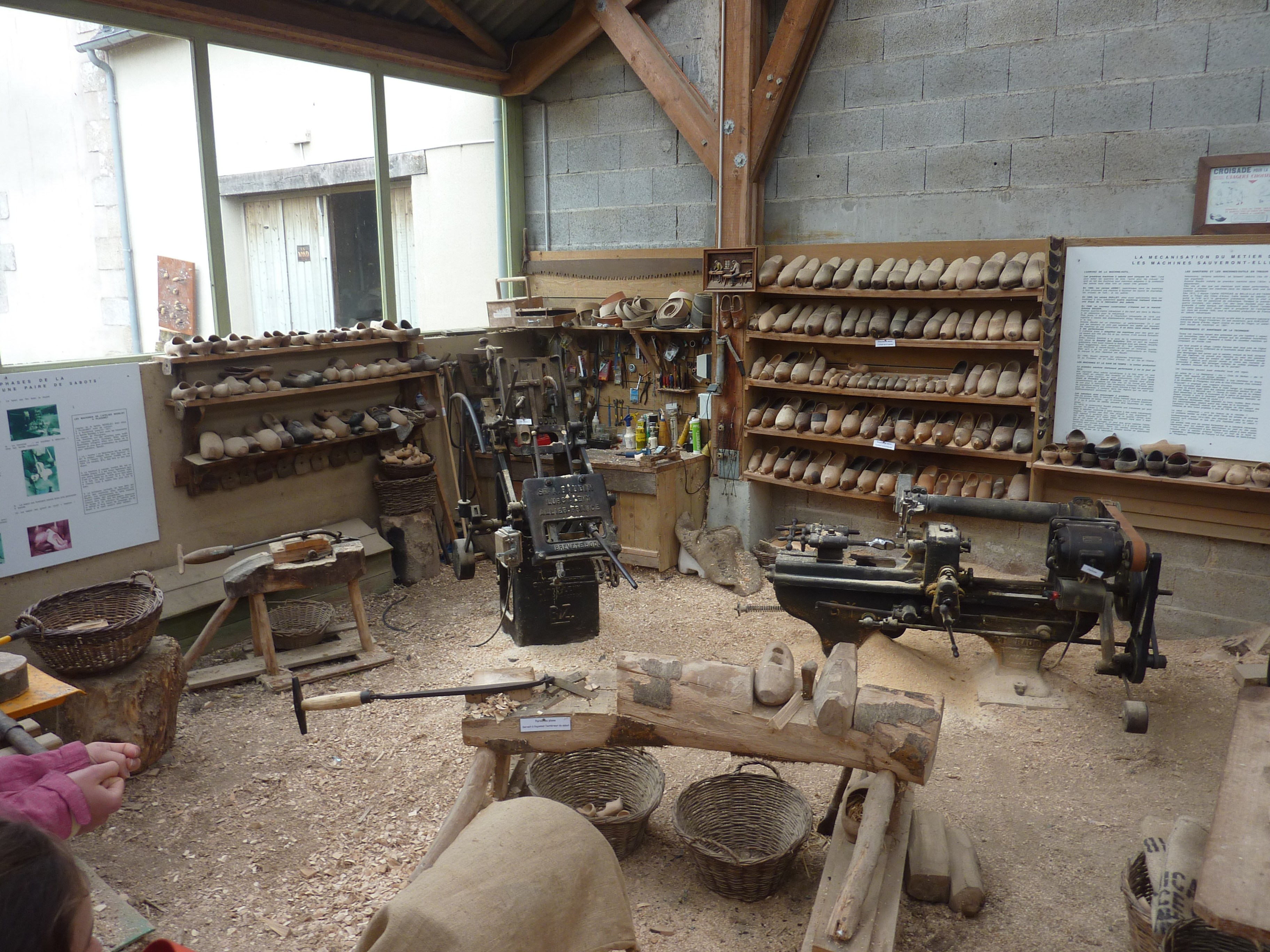
Atelier de sabotier.
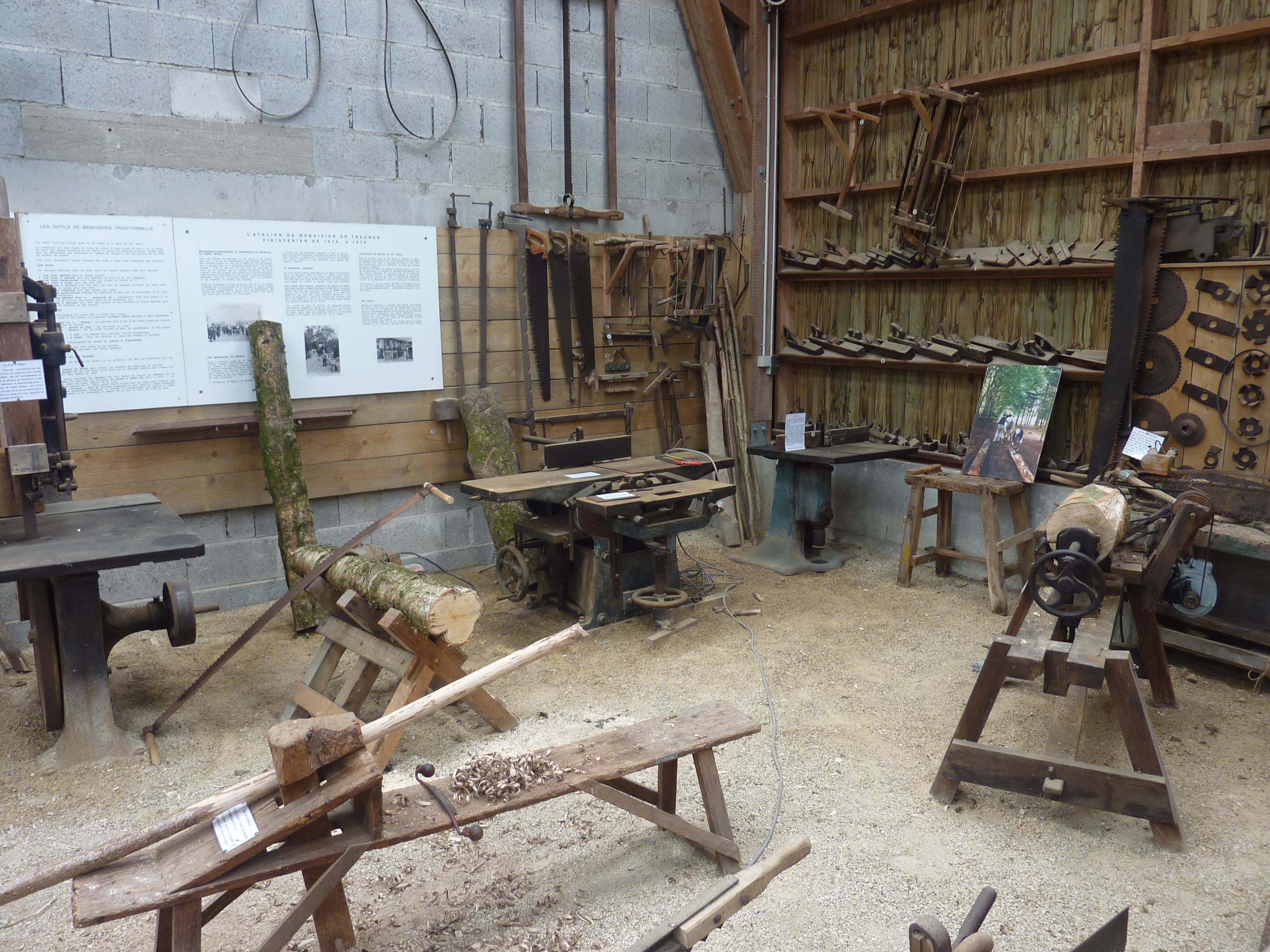
Atelier de menuisier.